# Kansas City blues
Ne doit pas être confondu avec Kansas City jazz.
Le Kansas City blues est un genre de blues né à Kansas City (Missouri) où de nombreux amateurs et musiciens de blues et de jazz se retrouvent dans les nombreux clubs que compte la ville ou bien à l'occasion du Kansas City Music Blues & Jazz Festival. 
La ville compte des dizaines de clubs de blues, parmi lesquels on peut citer The Blues Alley qui a accueilli à leurs débuts des artistes devenus ensuite célèbres comme Count Basie ou Charlie Parker.